# طواف سويسرا 2007

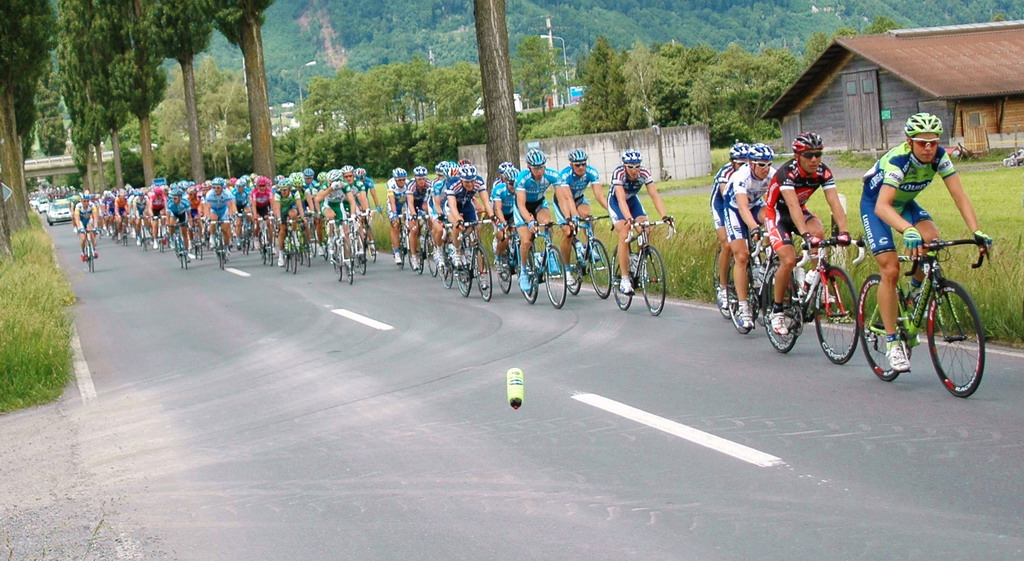

طواف سويسرا 2007 (بالإنجليزية: 2007 Tour de Suisse)‏  هو سباق دراجات هوائية، وهو الموسم رقم 71 من السباق، وأقيم خلال الفترة 16 يونيو 2007، وحتى 24 يونيو 2007، وهو أحد سباقات برو تور 2007، وهو من نوع سباق المرحلة.
فاز فيه بالمركز الأول فلاديمير كاربتس، وبالمركز الثاني كيم كيرشن، وبالمركز الثالث ستيجن ديفولدير، والفائز في ترتيب التسلق  دانيلي بيناتي، والفائز حسب ترتيب النقاط فلاديمير جوسيف.

## الفائزون
| الترتيب    | الفائز          |
| ---------- | --------------- |
| الفائز     | فلاديمير كاربتس |
| الثاني     | كيم كيرشن       |
| الثالث     | ستيجن ديفولدير  |
| حسب النقاط | دانيلي بيناتي   |
| تسلق الجبل | فلاديمير جوسيف  |